# Jiří Mikulec
Jiří Mikulec (* 18. března 1962 Praha) je český historik, vědecký pracovník Historického ústavu AV ČR, zabývající se českými dějinami 17. a 18. století, problematikou náboženského života, barokní zbožnosti a rekatolizace.
V letech 1981–1986 vystudoval Filozofickou fakultu Univerzity Karlovy (obor čeština-dějepis). Od roku 1987 pracuje v Historickém ústavu tehdejší Československé akademie věd, nyní Akademie věd ČR. V roce 1988 získal titul PhDr. a v roce 1992 titul CSc. V roce 2005 se habilitoval prací Náboženská bratrstva v Čechách v 17. a 18. století. Příspěvek k výzkumu barokní lidové zbožnosti a byl jmenován docentem starších českých dějin. Roku 2015 byl prezidentem jmenován profesorem českých dějin.
V současnosti působí jako vedoucí redaktor časopisu Folia Historica Bohemica. Je členem Komise pro studium rekatolizace českých zemí v 16.–18. století a přednáší na Filozofické fakultě Univerzity Karlovy, Filozofické fakultě Univerzity Pardubice a od roku 2020 na Pedagogické fakultě Univerzity Karlovy .